# Léonard Limosin

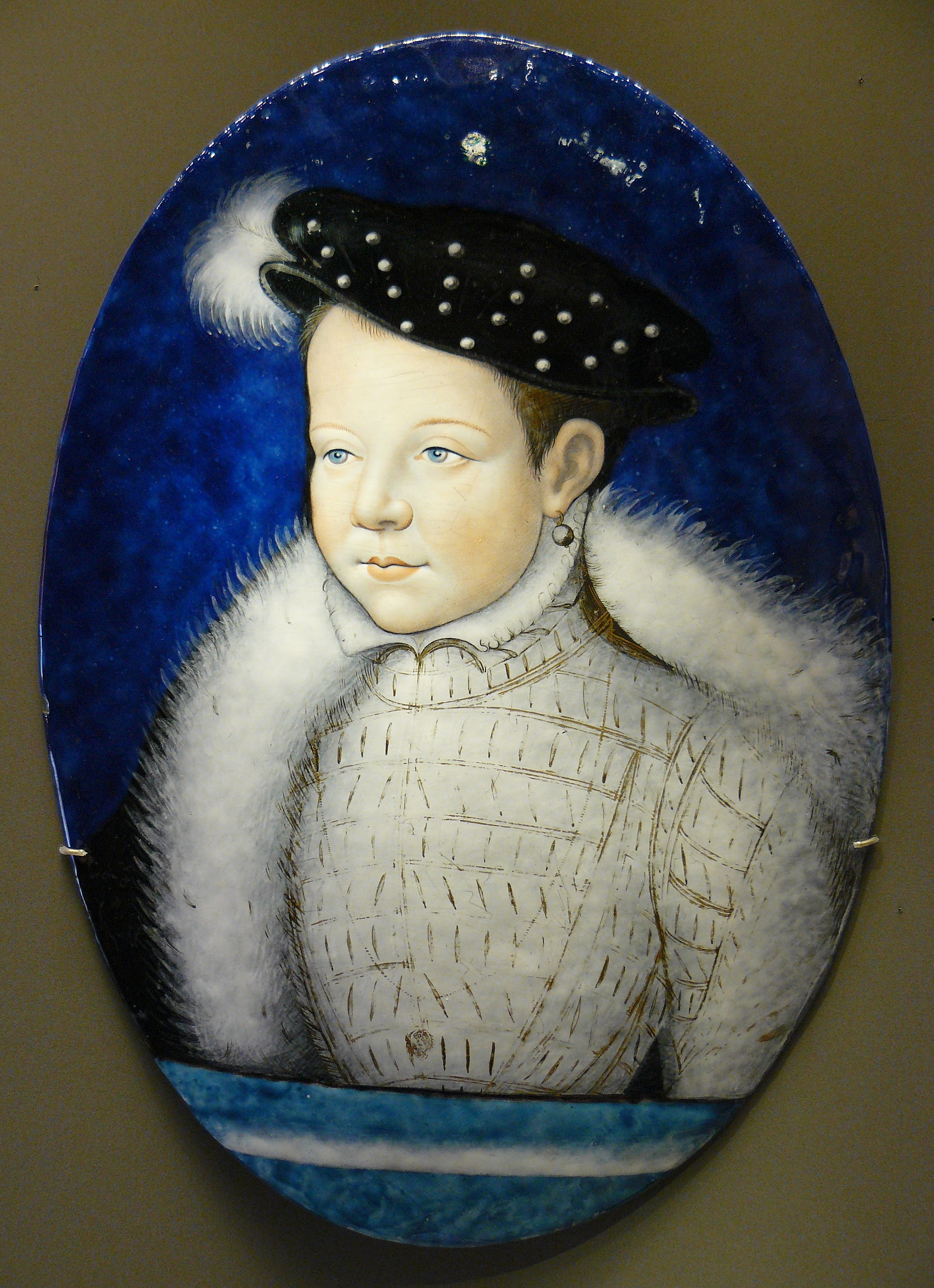
El Delfín, futuro Francisco II (1553), Museo del Louvre, París

Léonard Limosin o Limousin (Limoges, 1505-ibidem, 1575) fue un pintor, esmaltador y grabador francés, miembro de la escuela de Fontainebleau. 

## Biografía
Hijo de François Limosin, fue un orfebre especializado en la pintura en esmalte sobre cobre. Influido por el manierismo italiano, realizó sobre todo temas religiosos y retratos, como el de El Delfín, futuro Francisco II o el del Condestable Anne de Montmorency, ambos en el Museo del Louvre. En 1544 grabó ocho aguafuertes con escenas de la Pasión inspiradas en Rosso Fiorentino, que también trasladó al esmalte (Museo de Cluny, París). Sobre unos dibujos de Primaticcio realizó en 1545 una serie sobre los Apóstoles para la capilla del palacio de Fontainebleau (actualmente en el Museo de Chartres). Colaboró con Niccolò dell'Abate en el retablo de la Sainte Chapelle de París (Louvre).
Solo se conoce una pintura suya, La incredulidad de santo Tomás (1557, Museo de Limoges), influida por Francesco Salviati. En general, Limosin destacó más como esmaltador que como pintor y grabador.
En 1548 fue nombrado Esmaltador de la Corte y ayuda de cámara del rey.